# Det regnar på vår kärlek
 Det regnar på vår kärlek  (suec per «Plou damunt el nostre amor») és una pel·lícula sueca dirigida per Ingmar Bergman, estrenada el 1946, enregistrada als Estudis Sandrew d'Estocolm i distribuïda per la Nordisk Tonefilm. La pel·lícula va ser encarregada per Lorens Marmsted, propietari de la petita productora Terrafilm, després del fracàs de Kris, pel·lícula del debut de Bergman, estrenada el febrer del 1946.

## Argument
Dos joves es troben casualment: ell, David, ha estat en presó a causa d'un petit robatori, ella Maggi, està embarassada per una aventura amb un desconegut. Els dos lluiten per resoldre els problemes quotidians de la supervivència i sobretot de trobar habitació. Després de diverses aventures el jove, enganyat pel seu llogador i obstaculitzat de casar-se per una obtusa burocràcia, és víctima d'un desallotjament i s'enfronta a un procés, del qual quedarà, però, en canvi absolt.

## Repartiment
- Barbro Kollberg: Maggi
- Birger Malmsten: David
- Gösta Cederlund: Home amb paraigues
- Ludde Gentzel: Håkanson
- Douglas Håge: Andersson
- Benkt-Åke Benktsson: L'aconseguidor
- Sture Ericson: Kängsnöret
- Ulf Johansson: Stålvispen
- Julia Cæsar: Hanna Ledin
- Gunnar Björnstrand: Mr. Purman